# ملعب بلدية دي كومودورو ريفادافيا
ملعب بلدية دي كومودورو ريفادافيا (بالإنجليزية: Estadio Municipal de Comodoro Rivadavia)‏ هو ملعب كرة قدم يقع في كومودورو ريفادافيا، الأرجنتين، يتسع لـ 10,000 متفرج.

## التاريخ
افتتح الملعب في 1975.